# Castelos do deserto

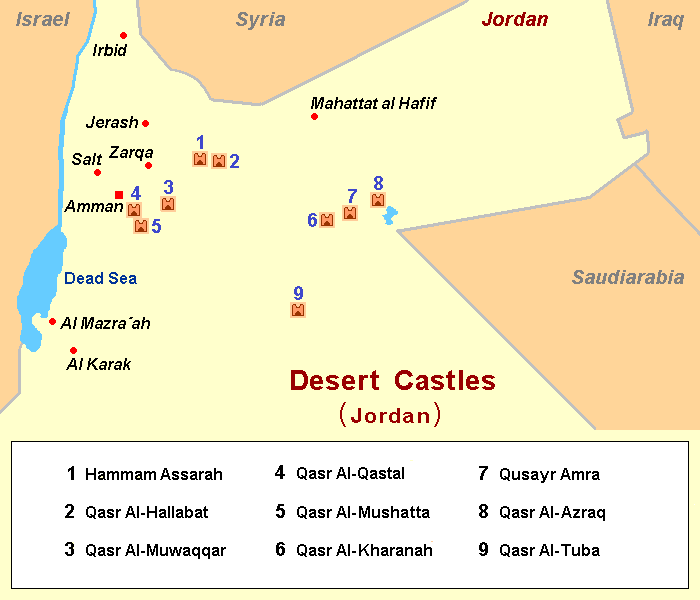
Mapa de Castelos do deserto existentes

Castelos do deserto consistem em uma série de castelos e fortalezas de dimensões pequenas espalhados pelo deserto na região leste da Jordânia. A maioria dos castelos estão situados a leste da capital Amã.

## História
Os castelos foram construídos entre os séculos VII e VII, aproximadamente entre 660 e 750 d.C., sob os califas da dinastia Omíada onde fizeram de Damasco a sua nova capital no ano 661 d.C. A maioria dos castelos estão localizados sobre as antigas rotas comerciais no sentido de Medina e Cufa.
Os castelos foram parcialmente reconstruídos em parte com as sobras das antigas construções, e  em parte com materiais novos. A função e utilização dos castelos até hoje não foi esclarecida, estudos tem sugerido que os castelos podem ter servido para fins defensivos, agrícolas, comerciais ou residenciais. Existem diferentes teorias sobre o uso dos castelos, eles podem ter sido usados também como fortalezas, um lugar de encontro de beduínos (entre si ou com o governador omíada), como badias (retiros para os nobres) ou usados como um caravançará. Muitos castelos parecem estar envoltos por um oásis e de terem sido usados como bases para realizarem caçadas. 
Os castelos representam alguns dos mais impressionantes exemplos de arte e arquiteturas islâmicas, e são notáveis pela presença de muitos afrescos e relevos figurativos de pessoas e animais, que são menos freqüentemente encontrados nas artes islâmicas posteriores em uma quantidade tão grande. Muitos objetos encontrados nos castelos estão em exposição em museus da cidade de Amã.

## Castelos Existentes

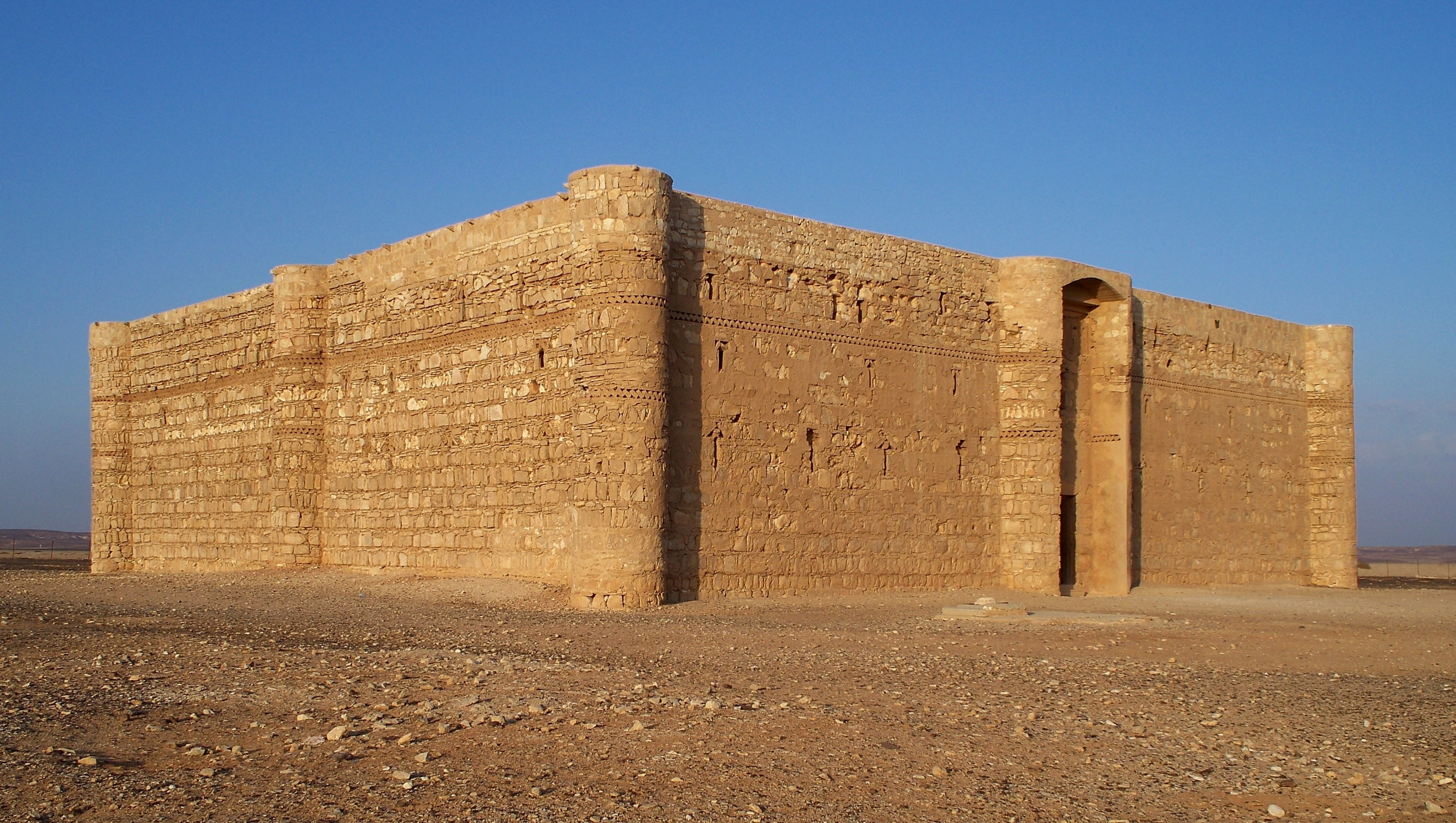
Qasr Kharana

A maioria dos castelos estão destruídos. Entre os melhores preservados são:
- Qasr Al-Qastal 25 km (16 milhas) ao Sul de Amã

- Qasr Al-Muwaqqar 30 km (19 milhas) ao Sul de Amã

- Qasr Mshatta 35 km (22 milhas) ao sudeste de Amã, sendo que há uma grande parte da fachada no museu Pergamon em Berlin

- Qasr Hammam As Sarah 55 km (34 milhas) nordeste de Amã

- Qasr al Hallabat 60 km (37 milhas) nordeste de Amã

- Qasr Kharana 65 km (40 milhas) Leste de Amã

- Qasr Amra 85 km (53 milhas) Leste de Amã

- Qasr Tuba 95 km (59 milhas) Sudeste de Amã

- Qasr Azraq 100 km (62 milhas) Leste de Amã